# Jit (música)
O Jit (também conhecido como jiti, jit-jive e Harare beat) é um estilo de música popular do Zimbábue. Possui um ritmo rápido tocado com tambores e acompanhado por uma guitarra. O Jit involve diversas influências, includindo o doméstico chimurenga, a rumba congolesa e os estilos de guitarra da Tanzania. O gênero foi popularizado nos anos 1980s por bandas como Chazezesa Challengers, The Four Brothers e Bhundu Boys. Um artista notável no campo é Jit K, o homem pelo qual o estilo foi nomeado. 